# Gazdatiszt
A gazdatiszt vagy intéző, ritkábban jószágkormányzó, jószágigazgató, ispán, kasznár, kulcsár a 20. század közepéig a nagybirtokok, uradalmak gazdálkodását a tulajdonos megbízásából irányító, általában szakképzett személy volt.
A 18. század végén Festetics György gazdatisztek képzése céljából alapította a keszthelyi Georgikont. Egy évszázaddal később, 1900-ban már törvény szabályozta a birtokos és a gazdatiszt közötti jogviszonyt. E törvény kimondta: 
„1. § Gazdatiszt az, a ki másnak a gazdaságában a gazdasági igazgatás, kezelés vagy ellenőrzés rendszerinti tennivalóinak fizetésért való ellátására szerződik. 
/.../
24. § Az állami gazdaságokban gazdatisztként csak okleveles gazdatisztek alkalmazhatók. Okleveles gazdatisztnek tekintetik az a magyar állampolgár, a kinek valamely hazai gazdasági főiskola vagy gazdasági tanintézet által kiállitott (honositott) oklevele vagy végbizonyitványa van.”